# 沈維鐈

沈維鐈（1778年—1849年），字子彝，一字鼎南，號梦酴，又号小湖，浙江嘉兴縣人，清朝政治人物，進士出身。
沈維鐈为沈曾植之祖父，沈叔埏之侄。幼時家贫，受知於叔父的经训堂，曾于鸳湖书院山长段玉裁门下受业。嘉慶七年（1802年）中式壬戌科二甲進士。選庶吉士，散館授翰林院編修。历任司业、洗马，参纂《全唐文》、《西巡盛典》、《大清一统志》等。累迁侍读学士。
道光帝即位，参修《仁宗实录》，道光二年（1822年）主福建乡试，留任学政。道光八年（1828年）历官顺天、道光十二年（1832年）安徽学政，以“绝苞苴，禁请托”闻名，林则徐、陈庆镛出自门下。授工部侍郎。道光十八年（1838年）以耳疾离任。道光二十六年（1846年）南归，曾主杭州敷文书院、松江敬业书院讲席，人称“小湖先生”。曾国藩是他的学生。林则徐赴广东禁烟时，沈维鐈以耳疾免工部左侍郎职，留京养病，林则徐告訴座师说：“死生命也，成败天也，苟利社稷不敢不竭股肱，以为门墙辱。”林则徐因禁煙被罢官，道光二十一年（1841年）六月，充军伊犁，沈维鐈一直为林则徐斡旋，最後破格复职。道光二十七年（1847年）卒，曾國藩爲沈維鐈撰行狀。
通经学、音韵、训诂学、爱藏书，“排签插架，坐拥百城”，並以汪士钟书“种树如培佳子弟，拥书权拜小诸侯”對聯，挂于室内。有《补读书斋遗稿》十卷。

## 延伸阅读
[在维基数据编辑]
 《清史稿·卷376》，出自趙爾巽《清史稿》